# Juan Carlos Letelier
Juan Carlos Letelier Pizarro (Valparaíso, 1959. május 20. – ) chilei válogatott labdarúgó.

## Pályafutása

### Klubcsapatban
Pályafutását 1978-ban a Santiago Wanderersben kezdte és 1981-ben az Audax Italianóban folytatta. 1982-ben a Cobreloa csapatához szerződött, melyek tagjaként 1982-ben és 1986-ban megnyerte a chilei bajnokságot. 1988-ban rövid ideig a kolumbiai Independiente Medellínben szerepelt. 1989 és 1990 között a La Serena, 1990-ben a brazil Internacional, 1991-ben a mexikói Cruz Azul és a chilei Deportivo Antofagasta játékosa volt. 1992-ben Peruba szerződött az Universitarióhoz, mellyel megnyerte a perui bajnokságot. 1992 és 1993 között Venezuelában a Caracas FC-ben játszott. 1993-ban a Santiago Wanderers, 1994-ben a perui Sporting Cristal csapatát erősítette és szerzett újabb bajnoki címet. 1995-ben a La Serena színeiben fejezte be a pályafutását.  

### A válogatottban
1979 és 1989 között 57 alkalommal szerepelt a chilei válogatottban és 18 gólt szerzett. Részt vett és az 1982-es világbajnokságon, ahol az Algéria elleni csoportmérkőzésen gólt szerzett. Ausztria ellen nem lépett pályára, az NSZK ellen csereként kapott lehetőséget. Tagja volt az 1983-as, az 1987-es és az 1989-es Copa Américán szereplő válogatott keretének is.

## Sikerei
Cobreloa
- Chilei bajnok (2): 1982, 1986

Universitario
- Perui bajnok (1): 1992

Sporting Cristal
- Perui bajnok (1): 1994